# Škoda 8Tr
Lo Škoda 8Tr è un modello di filobus realizzato nell'allora Cecoslovacchia ed impiegato prevalentemente nei paesi dell'Europa orientale, di influenza sovietica.

## Produzione
Questo filobus entra in scena come prototipo nel 1955, succedendo allo Škoda 7Tr, anche se viene costruito su larga scala, dal 1957 al 1961, quando è soppiantato dal più conosciuto e 
diffuso Škoda 9Tr.

## Caratteristiche
È un filobus a due assi con guida a sinistra, a due o tre porte a libro, lunghezza di quasi undici metri e frontale simile al suo predecessore. L'equipaggiamento elettrico è fornito dall'azienda 
di Praga "ČKD", sigla di "Českomoravská Kolben Daněk".

## Versioni
Nei pochi anni di vita, questo modello è stato allestito in meno di dieci versioni.

## Diffusione
Lo Škoda 8Tr, nell'Europa orientale, era presente nell'allora Germania Est, Polonia, Romania, Cecoslovacchia (oggi Repubblica Ceca e Slovacchia) oltre che nella ex-URSS (Lettonia, Lituania, Ucraina e Crimea). Alcuni esemplari erano giunti in Asia (Georgia, anch'essa allora nell'URSS e persino in Cina).

## Conservazione
Alcune delle suddette nazioni hanno preservato qualche vettura nei depositi aziendali o nei musei dei trasporti dopo averli opportunamente restaurati:
- Brno: vettura n. 141 ex-Bratislava (al "Technické muzeum di Brně")
- Ostrava: vettura n. 29
- Pardubice: vettura n. 136
- Praga: vettura n. 494.